# مستلحمة كبريتية
مستلحمة كبريتية[بحاجة لمصدر] (الاسم العلمي: Hypocrea sulphurea) هو نوع من الفطريات يتبع جنس فطر المستلحمة من فصيلة المستلحمية.